# Bliha
Bliha är ett vattendrag i Bosnien och Hercegovina.   Det ligger i entiteten Federationen Bosnien och Hercegovina, i den nordvästra delen av landet, 170 kilometer nordväst om huvudstaden Sarajevo.
I omgivningarna runt Bliha växer i huvudsak lövfällande lövskog. Runt Bliha är det ganska tätbefolkat, med 86 invånare per kvadratkilometer.